# Richard Kagan
Richard L. Kagan (Nueva Jersey, 1943) es un historiador estadounidense especialista en historia moderna europea. Sus estudios hacen especial hincapié en la España de los Austrias.

## Trayectoria
Nacido en 1943, hijo de un empresario de origen ucraniano propietario de una fábrica de alambre en Nueva Jersey; Kagan, inicialmente encaminado a continuar la saga familiar en el mundo de los negocios, acabó desarrollando un interés por la historia; Estudió en la Universidad de Columbia y se doctoró en 1968 en la Universidad de Cambridge con la lectura de Education and the state in Habsburg Spain; su tesis fue supervisada por John H. Elliot.
Es profesor del departamento de Historia en la Universidad Johns Hopkins de Baltimore desde 1972.
Ha dado clases en Universidad Autónoma de Madrid, en la Universidad Complutense de Madrid, en la EHESS y en el CNRS, ambos de París.
Richard Kagan es un especialista en historia moderna europea, que ha abordado diferentes temas culturales (por ejemplo la historia de la universidad, historia de la cartografía o del urbanismo) y asimismo temas más literarios y artísticos, como es propio del trabajo interdisciplinar de la Johns Hopkins norteamericana.

## Obra
- Students and Society in Early Modern Spain (1974)[4][5][6][7]
- Lawsuits and Litigants in Castile, 1500-1700 (1981)[8][9][10]
- Lucrecia’s Dreams: Politics and Prophecy in Sixteenth-Century Spain (1990)[11][12][13][14][15][16]
- Urban Images of the Hispanic World, 1493-1793 (2000)[17][18]
- edit. Spanish Cities of the Golden Age (1989)[19]
- edit. Spain, Europe, and the Atlantic World (1995), con Geoffrey Parker[20][21]
- Spain in America: The Origins of Hispanism in the United States (2002)[22][23]
- Inquisitorial Inquiries: The Brief Lives of Secret Jews and Other Heretics (2004)[24][25][26]
- Atlantic Diasporas: Jews, Conversos and Crypto-Jews, the Age of Mercantilism (2008), con Philip D. Morgan[27][28][29][30][31][32][33]
- Clio and the Crown: The Politics of History in Medieval and Early Modern Spain (2009), Johns Hopkins University Press[34][35]
- The Chronicler and the Count: Law, Libel and History in the Early Modern Atlantic World, monografía en preparación

## Obras traducidas
- Los cronistas y la corona (2010), Marcial Pons, ISBN 978-84-92820-32-0[36]
- España, Europa y el mundo atlántico: homenaje a John H. Elliott (2001), Marcial Pons, ISBN 978-84-95379-30-6 con Geoffrey Parker[37][38]
- Imágenes urbanas del mundo hispánico (1493-1780) (1998), Ediciones El Viso, ISBN 978-84-86022-94-5[39]
- Pleitos y pleiteantes en Castilla, 1500-1700 (1991), Junta de Castilla y León, ISBN 978-84-7846-071-7
- El rey recatado : Felipe II, la historia y los cronistas del rey (2004), Universidad de Valladolid, ISBN 978-84-8448-274-1[40]
- Los sueños de Lucrecia: política y profecía en la España del siglo XVI (2004), Editorial Nerea, ISBN 978-84-86763-83-1.[41]
- Universidad y sociedad en la España moderna (1981), Editorial Tecnos, ISBN 978-84-309-0864-6
- Vidas infames: herejes y criptojudíos ante la Inquisición (2010), Editorial Nerea, ISBN 978-84-96431-26-3, con Abigail Dyer.